# Oromzat

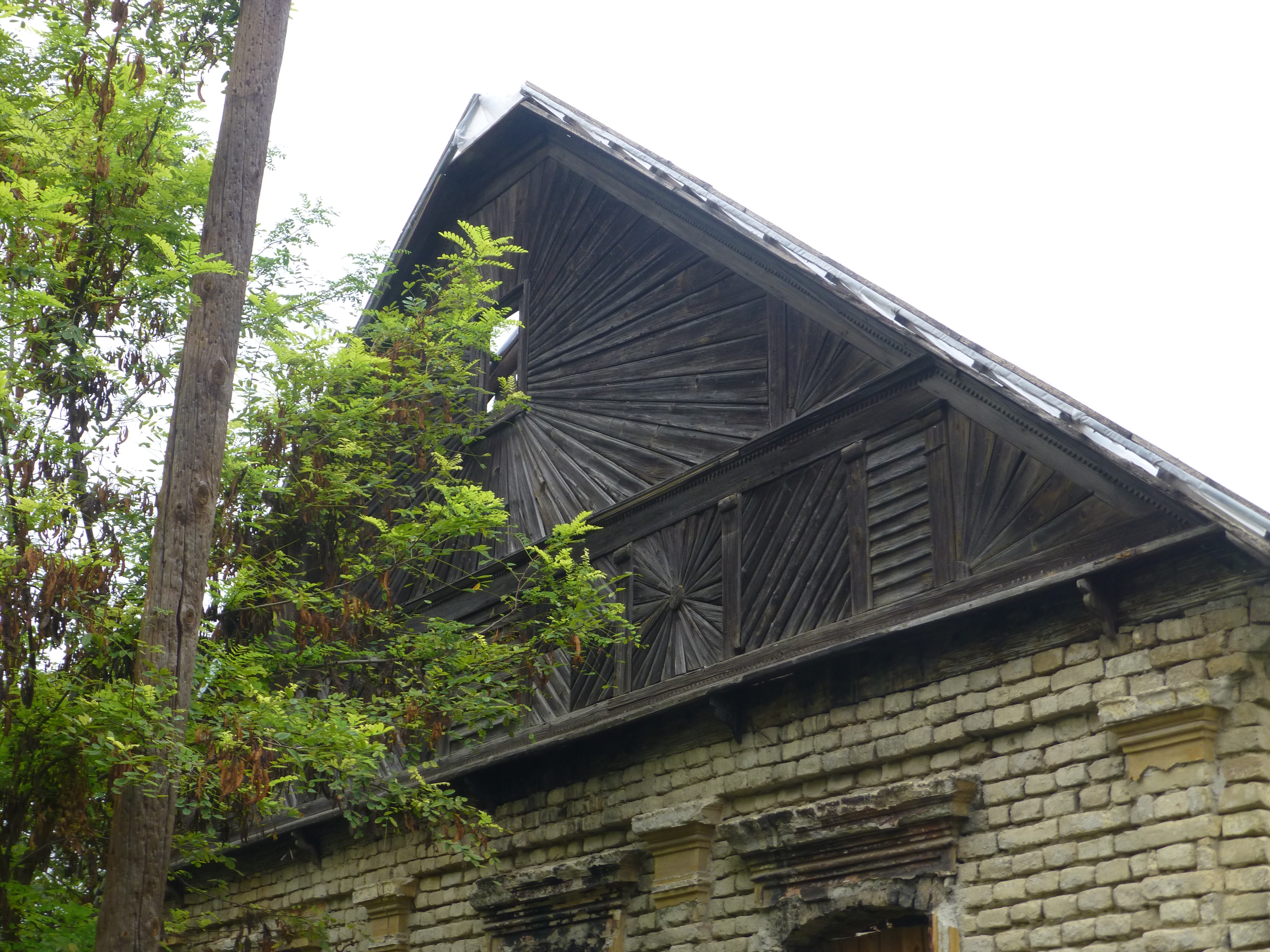
Egy szegedi parasztház oromzata

Az oromzat szélesebb értelemben az épület rövid oldala, főleg az utcára néző vége. Szűkebb értelemben a csonkakontyos vagy nyeregtetők végeit lezáró fal, a ferde tetősíkig felnyúló homlokzati felfalazás, a tetőzet alatti, padlásteret lezáró rész vagy nyíláskeret hasonló formájú lezárása. A sátortetős, mindkét végén farazatos épületnek nincs oromzata.

## Magyarországon
Tájanként más-más szóval nevezték: Erdélyben bütünek, a Dunántúlon csúcsfalnak, homlokfalnak, illetve homloknak, a Duna–Tisza közén, Kalocsa környékén humloknak, Nógrádban és a Duna–Tisza közén fürfalnak, fürgátnak, a Dél-Alföldön házvégnek, végfalnak, a Közép-Tiszavidéken és a Tiszántúlon vérteleknek, a Felvidéken vértnek, illetve frontnak, a Dél-Dunántúlon üstöknek, Bácskában kiblinek. A Nyugat-Dunántúlon és Északkelet-Magyarországon kialakult tűzfal elnevezés a 19. század végétől országszerte uralkodóvá vált.